# Gerardo Battistoni
Daniel Gerardo Battistoni (Rosario, 1º aprile 1983) è un giocatore di calcio a 5 argentino, campione del mondo con la Nazionale argentina nel 2016.

## Carriera

### Club
Battistoni giunge in Italia nel 2003, ingaggiato dalla Forte Colleferro con cui vince i play-off di Serie B e gioca per due stagioni in Serie A2. Confermato anche in seguito alla fusione societaria del 2007, debutta quindi in Serie A con la nuova Lazio-Colleferro. Nel dicembre del 2008 viene ceduto al Torrino in Serie A2, con cui vince la Coppa Italia di categoria. Una nuova fusione lo riporta alla Lazio, dove si trattiene solamente fino a dicembre, quando viene scambiato con Denilson Manzali del Pescara. Nella stagione 2010-11 raggiunge con gli abruzzesi la finale scudetto, persa contro la Marca. Dopo un campionato di Serie A2 giocato con il Palestrina, nel 2012-13 si trasferisce al Real Rieti in Serie A. Nel luglio 2013 viene acquistato dal Latina con cui vince immediatamente il girone B di Serie A2, guadagnando la promozione nella massima categoria.

### Nazionale
In possesso della doppia cittadinanza argentina e italiana, nel 2008 viene inserito nella lista preliminare di entrambe le Nazionali in vista del Mondiale 2008. Dopo aver scelto l'Italia, il laterale fu utilizzato dal ct Nuccorini in alcuni incontri amichevoli, venendo però scartato dalla lista definitiva. Negli anni successivi il giocatore non riceve altre convocazioni da nessuna delle selezioni, finché Diego Giustozzi, nominato ct dell'Argentina nel 2014, decide di rompere l'ostracismo convocando il giocatore per la vittoriosa Continental Cup del 2014.

## Palmarès

### Club
- Campionato di Serie A2: 1

Latina: 2013-14 (girone B)
- Coppa Italia di Serie A2: 1

Torrino: 2008-09

### Nazionale
- Campionato mondiale: 1

2016
- Continental Cup: 1

2014